# Кошта, Франсишку
Франсишку Мота да Кошта (порт. Francisco Mota da Costa), также известный как Кику Кошта (порт. Kiko Costa) (род. 16 февраля 2005, Порту) — португальский гандболист, выступает за гандбольный клуб «Спортинг» и сборную Португалии по гандболу.

## Карьера

### Клубная
Кошта начал заниматься гандболом в частной школе в нескольких километрах от Порту. В 2019 году присоединился к молодежной команде «Гайя» в своем родном городе Вила-Нова-де-Гайя.
Через год присоединился к «Порту», за мужскую команду которого выступал в первом и втором дивизионах Португалии. В первом сезоне Португальской лиги забил 19 голов в трех матчах, ещё 67 голов в восьми матчах забил играя за вторую команду.
С сезона 2021/22 годов играет вместе со своим братом Мартимом, который на два года старше его, в «Спортинге» из Лиссабона под руководством отца Рикарду Кошты. В Лиге Европы КВЧ 2021/22 годов «Спортинг» дошёл до 1/8 финала, в котором проиграл «Магдебургу». В сезоне 2022/23 годов Франсишку забил 127 голов в 25 матчах за «Спортинг». В 2022 и 2023 годах выигрывал Кубок Португалии. По итогам сезона 2022/23 годов был признан лучшим игроком лиги. В декабре 2023 года выиграл с командой Суперкубок Португалии. В сезоне 2023/24 годов стал чемпионом Португалии. В июне 2024 года выиграл Кубок Португалии.

### Международная карьера в сборной
В составе взрослой сборной Португалии Франсишку Кошта дебютировал 14 апреля 2022 года в матче квалификации плей-офф к чемпионату мира по гандболу среди мужчин 2023 года против Нидерландов. Забил свои первые два гола в ворота национальной сборной. Принял участие в чемпионате мира 2023 года, где забил 17 голов в шести матчах, его сборная заняла 13-е место.
В 2025 году принимал участие в играх чемпионата мира, который проходил в трёх странах. В составе сборной впервые в истории португальского гандбола вышел в полуфинал турнира. В упорном матче четвертьфинала в дополнительное время португальцы одолели сборную Германии. Сборная Португалии в итоге заняла четвёртое место, а Франсишку был признан самым ценным молодым игроком турнира.